# Zamek w Alanii

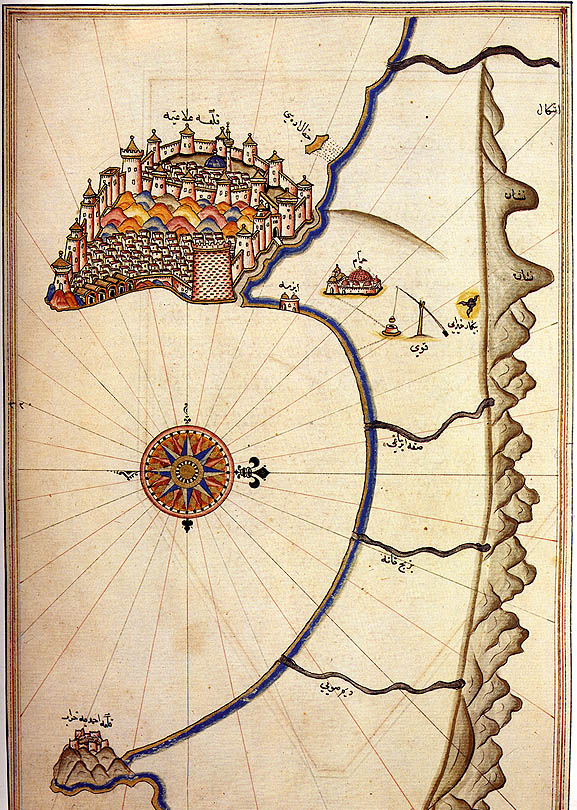
Mapa Alanii sporządzona w roku 1525 przez Piri Reisa

Zamek w Alanii (tur. Alanya Kalesi) – seldżucka twierdza znajdująca się w Alanii (miasto w Turcji położone nad Morzem Śródziemnym).
Zamek zawdzięcza swoją dzisiejszą formę sułtanowi Alaeddin Keykubadowi, pod którego panowaniem (XIII wiek) Alanya przeżywała okres największego rozwoju. Położony na wysokości około 250 m n.p.m. na cyplu otoczonym z trzech stron wodą oraz odgrodzonym stromym zboczem od strony lądu, stanowił bardzo dobrze chronioną twierdzę, która była centrum militarnym i administracyjnym dla całego regionu.
Obecnie zamek stanowi największą, turystyczną atrakcję miasta. Jest otwarty do zwiedzania, w obrębie jego murów znajduje się wiele zabytków, między innymi meczet, bizantyjska kaplica, stocznia i Czerwona Wieża – symbol Alanii znajdujący się w herbie miasta.

## Historia powstania zamku
Alanya znana jest pod tą nazwą od XIII wieku, ale osadnictwo i greckie a później rzymskie miasto istniało tu znacznie wcześniej. Pierwsze fortyfikacje znajdujące się na cyplu, na którym zbudowany jest obecny zamek, powstały w epoce hellenistycznej. Umocnienia były rozwijane za czasów panowania Cesarstwa rzymskiego i bizantyjskiego. W VII wieku Bizancjum borykało się z najazdami arabskimi i w tym okresie szczególną wagę przyłożono do rozbudowy zamku i murów miejskich, które uchroniły miasto (nazywane wtedy Kalonoros).
W roku 1204, w konsekwencji IV wyprawy krzyżowej, miasto wraz z zamkiem przeszło pod kontrolę Armenii Małej, a w roku 1221 zostało zdobyte przez Turków Seldżuckich. Sułtan Kajkubad I na bazie istniejącego miasta założył i znacznie rozbudował nowe miasto, które nazwał od swojego imienia – Alaiye (w XX w. po wprowadzeniu nowego alfabetu nazwa został zmieniona na Alanya). Dużych zmian doczekały się wtedy także zamek i mury miejskie, które przybrały formę znaną współcześnie. Częścią fortyfikacji stała się też Czerwona Wieża (jej budowę ukończono w 1226 roku), która jest obecnie symbolem Alanii.
Później, na przestrzeni wieków Alanya kilkakrotnie zmieniała właściciela, ale nie miało to już większego wpływu na kształt zamku i powiązanych z nim fortyfikacji. Gdy w roku 1525 Piri Reis, znany kartograf i korsarz Imperium Osmańskiego, opublikował "Księgę mórz", atlas zawierający około 210 map, na jednej z nich umieścił Alanię. Miasto widziane oczami tego słynnego kartografa, to zabudowania pokrywające półwysep otoczony murami obronnymi, Czerwona Wieża u wejścia do portu i Zamek górujący nad okolicą.

## Lokalizacja zamku i budowle wchodzące w skład fortyfikacji

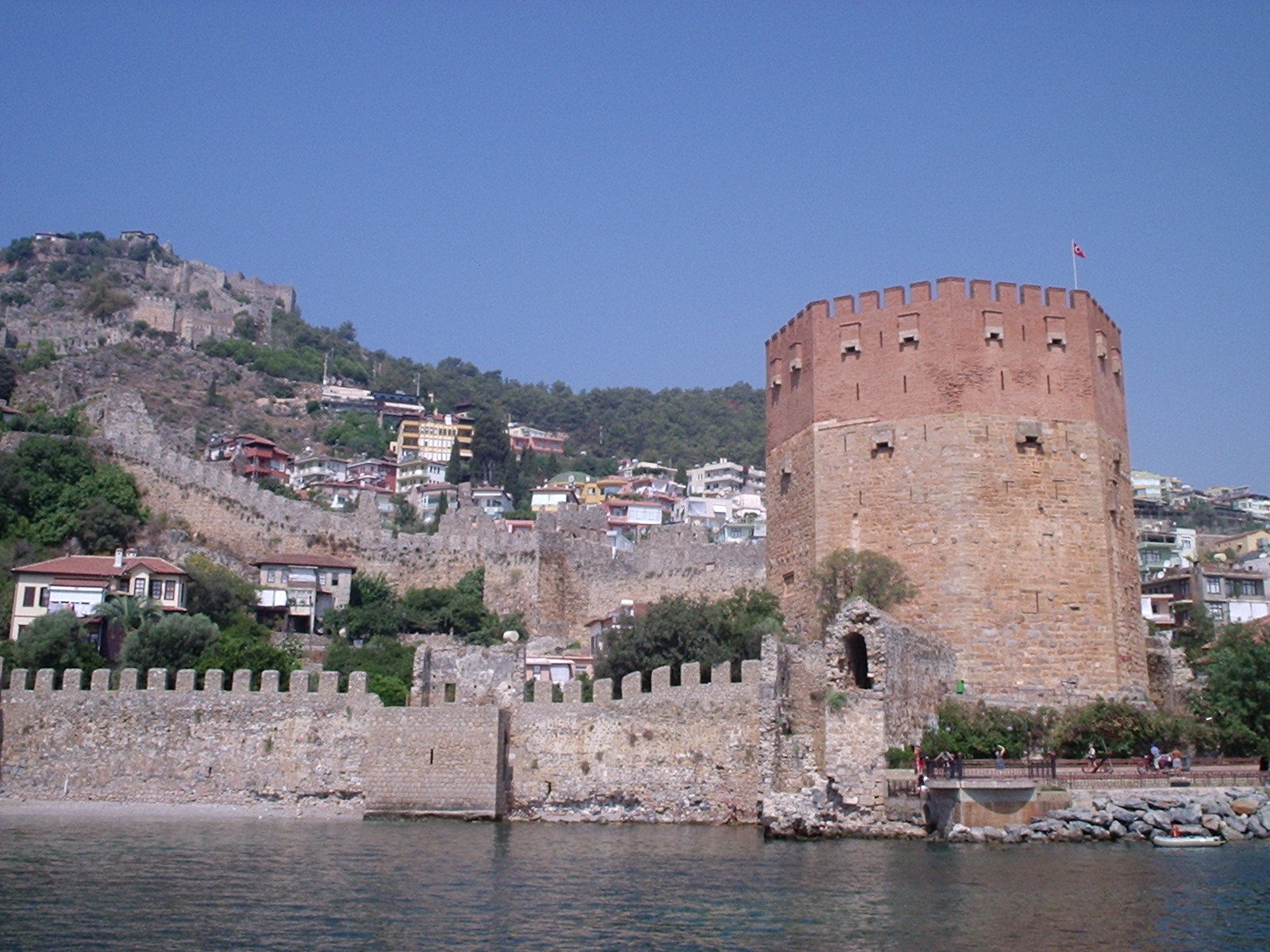
Czerwona Wieża, widok od strony morza.

Zamek w Alanii to nie tylko cytadela, ale także połączony z nią system murów obronnych chroniących miasto oraz kilka innych budowli, które powstały za panowania Alaeddina Keykubada: Czerwona Wieża i położone w obrębie murów stocznia i zbrojownia. Wszystkie te umocnienia znajdują się na wysuniętym cyplu chronionym z trzech stron morzem, a od strony lądu stromym zboczem. Zamek od strony zachodniej chroniony jest ponad 200-metrowym urwiskiem, a w stronę wschodnią rozbudowywana była struktura murów (około 6,5 km murów, zawierających 140 wież strażniczych) formująca kolejne obszary, do których można było przenosić obronę twierdzy podczas ewentualnego szturmu. Najbardziej wewnętrzna część murów formowała cytadelę, zewnętrzne fortyfikacje służyły ochronie zabudowań miejskich i osłaniały Alanie od wschodniej strony, z której półwysep łagodniej schodzi w kierunku brzegu. W tej części murów została też zbudowana Czerwona Wieża, twierdza stojąca niedaleko wejścia do portu.
Cytadela, nazywana także Zamkiem Wewnętrznym, umieszczona jest w południowo-zachodniej, najwyższej części cypla na wysokości około 250 m n.p.m. Większość znajdujących się w jej obrębie budynków była budowana wzdłuż murów, tylko w zachodniej części twierdzy (mury wzdłuż urwiska) brak jest zabudowań wzdłuż umocnień. Sądzi się, że większość budynków miała przeznaczenie wojskowe (koszary, magazyny itp.). Jednym z nielicznych zabudowań niegraniczących z murami jest chrześcijański kościół wybudowany za czasów Bizancjum (X wiek). W zamku zachowały się także w dobrym stanie zbiorniki na wodę deszczową zbudowane za czasów Keykubada, które mogły być wykorzystane podczas długotrwałego oblężenia. Ostatnie prace wykopaliskowe na terenie cytadeli ukazały ruiny, które interpretowane są przez archeologów jako pozostałości po pałacu Alaeddina Keykubada. Na terenie zamku, po zewnętrznej stronie murów formujących cytadelę znajdują się także meczet i karawanseraj zbudowane przez Sulejmana Wspaniałego.
U wejścia do portu stoi Czerwona Wieża (tur. Kızılkule), symbol miasta Alanya. Jej przeznaczeniem była ochrona portu i stoczni przed atakami ze strony morza. Została ona wybudowana przez Alaeddina Keykubada w roku 1226 na podstawie planów architekta Ebu Ali Reha el Kettani z Aleppo, twórcy zamku w Synopii. Jej nazwa wiąże się z charakterystycznym kolorem ścian, uzyskanym dzięki czerwonym cegłom, które musiały być użyte w związku z problemami napotkanymi przy budowie wyższych partii budowli. Do budowy części ścian użyto też marmuru, który był pozostałością po antycznym mieście na bazie którego zbudowana Alanię. Wieża ma 33 metry wysokości i zbudowana jest na planie ośmiokąta foremnego o średnicy 29 metrów. Posiada 5 poziomów, na jej szczycie znajduje się cysterna, która była przeznaczona do kumulowania wody deszczowej, a przy okazji została zaprojektowana tak, aby jak najlepiej przenosić wagę całej budowli. Cała wieża jest otwarta do zwiedzania, dodatkowo znajduje się na jej terenie muzeum etnograficzne.
Na południe od Czerwonej Wieży znajduje się stocznia, która sąsiaduje z murami zamku. Jej budowę rozpoczęto w 1227 roku. Budynek stoczni ma 57 metrów długości (mierzonej wzdłuż brzegu) i posiada 5 zabudowanych (ściany i łukowe sklepienie) doków o długości 40 metrów każdy. Z zabudowaniami zawierającymi doki połączona jest też mała wieża strażnicza, w której stacjonowali żołnierze odpowiedzialni za ochronę stoczni. Była to pierwsza seldżucka stocznia na Morzu Śródziemnym, służyła do budowy i naprawy mniejszych statków. Alladin Kejkubat zbudował ją jako druga po stoczni w Synopie leżącej nad Morzem Czarnym, co było częścią jego strategii ekspansji na morzach. Po zakończeniu budowy uzyskał honorowy tytuł "Pana Dwóch Mórz".

## Stan obecny
Obecnie zamek jest najbardziej znanym zabytkiem Alanii. Jest otwarty do zwiedzania – na szczyt półwyspu w miejsce, w którym znajduje się cytadela, prowadzi stroma i kręta droga, można dostać się tam pieszo lub samochodem. Wzdłuż trasy można natknąć się na małe restauracje prowadzone w charakterystycznym dla tego rejonu stylu oraz osady, w których mieszkańcy wytwarzają tradycyjne pamiątki. Większość z tych miejsc wygląda tak, jakby czas zatrzymał się tam na początku XX w. Wstęp do cytadeli i na Czerwoną Wieżę (gdzie znajduje się dodatkowo muzeum etnograficzne) jest płatny, w pozostałe miejsca na terenie zamku można dostać się za darmo.